# Кубок Гібралтару з футболу 2021
Кубок Гібралтару з футболу 2021 — 65-й розіграш кубкового футбольного турніру у Гібралтарі. Титул здобув Лінкольн Ред Імпс.

## Календар
| Раунд        | Дата              | Матчі | Клуби  |
| ------------ | ----------------- | ----- | ------ |
| Перший раунд | 6-7 квітня 2021   | 4     | 12 → 8 |
| 1/4 фіналу   | 13-14 квітня 2021 | 4     | 8 → 4  |
| 1/2 фіналу   | 20-21 квітня 2021 | 2     | 4 → 2  |
| Фінал        | 19 травня 2021    | 1     | 2 → 1  |

## Перший раунд
| Команда 1         | Рахунок | Команда 2        |
| ----------------- | ------- | ---------------- |
| 6 квітня 2021     |         |                  |
| Мегпіс            | 1:2     | Сент-Джозефс     |
| Юероп             | 10:0    | Юероп Пойнт      |
| 7 квітня 2021     |         |                  |
| Ґласіс Юнайтед    | 6:1     | Хаунд Догс (2)   |
| Лінкольн Ред Імпс | 6:0     | Лайонс Гібралтар |

## 1/4 фіналу
| Команда 1         | Рахунок      | Команда 2    |
| ----------------- | ------------ | ------------ |
| 13 квітня 2021    |              |              |
| Юероп             | 3:0          | Сент-Джозефс |
| Манчестер 62      | 1:1 пен. 5:4 | Коледж 1975  |
| 14 квітня 2021    |              |              |
| Ґласіс Юнайтед    | 1:1 пен. 4:2 | Монс Кальпе  |
| Лінкольн Ред Імпс | 2:1          | Лінкс        |

## 1/2 фіналу
| Команда 1         | Рахунок      | Команда 2      |
| ----------------- | ------------ | -------------- |
| 20 квітня 2021    |              |                |
| Лінкольн Ред Імпс | 0:0 пен. 2:4 | Юероп          |
| 21 квітня 2021    |              |                |
| Манчестер 62      | 0:1          | Ґласіс Юнайтед |

## Фінал
| 19 травня 2021 20:00 (EEST) |

| Ґласіс Юнайтед | 0:2      | Лінкольн Ред Імпс      |
| -------------- | -------- | ---------------------- |
|                | Протокол | Гомез 4' Карралеро 19' |

| Вікторія, Гібралтар |